# Макгеттиган, Чарльз
Чарльз (Чарли) Макгеттиган (англ. Charlie McGettigan, род. в 1949 году в Баллишанноне) — ирландский певец, ставший победителем конкурса песни Евровидение 1994 года.
Начал свою музыкальную карьеру в 1960-х годах, выступая в пабах и на танцплощадках. Сильное влияние на его творчество оказала ирландская народная музыка. В 1973 году создал группу «Jargon», которая после успешного выступления на фолк-фестивале в Леттеркени подписала первый контракт со студией звукозаписи. После записи трёх синглов музыкант продолжил сольную карьеру.
Одержал победу в дуэте с Полом Харрингтоном на конкурсе Евровидение 1994 года с песней Брендана Грэхема «Rock’n'Roll Kids» («Дети рок-н-ролла»), принеся Ирландии третью победу подряд и набрав впервые в истории конкурса более 200 баллов.
После конкурса продолжил сольную карьеру. Вёл собственные передачи на BBC и RTE. Был приглашён на шоу Congratulations, посвящённое 50-летнему юбилею Евровидения. В настоящее время проживает в городке Драмшанбо (графство Литрим).

## Дискография
- Stolen moments
- Charlie McGettigan
- Family Matters
- In your old room
- Songs of The Night
- Another Side of Charlie McGettigan
- Rock 'N' Roll Kids — The Album